# Giovanni Roman
Giovanni Adam Roman (Świdnica; 3 de Maio de 1961 — ) é um político da Polónia. Ele foi eleito para a Sejm em 25 de Setembro de 2005 com 4373 votos em 2 no distrito de Wałbrzych, candidato pelas listas do partido Prawo i Sprawiedliwość.